# Mare de Déu de l'Esperança de Ferreres
La Mare de Déu de l'Esperança de Ferreres és una església de Ferreres, al municipi de Flaçà (Gironès), inclosa a l'Inventari del Patrimoni Arquitectònic de Catalunya.

## Descripció

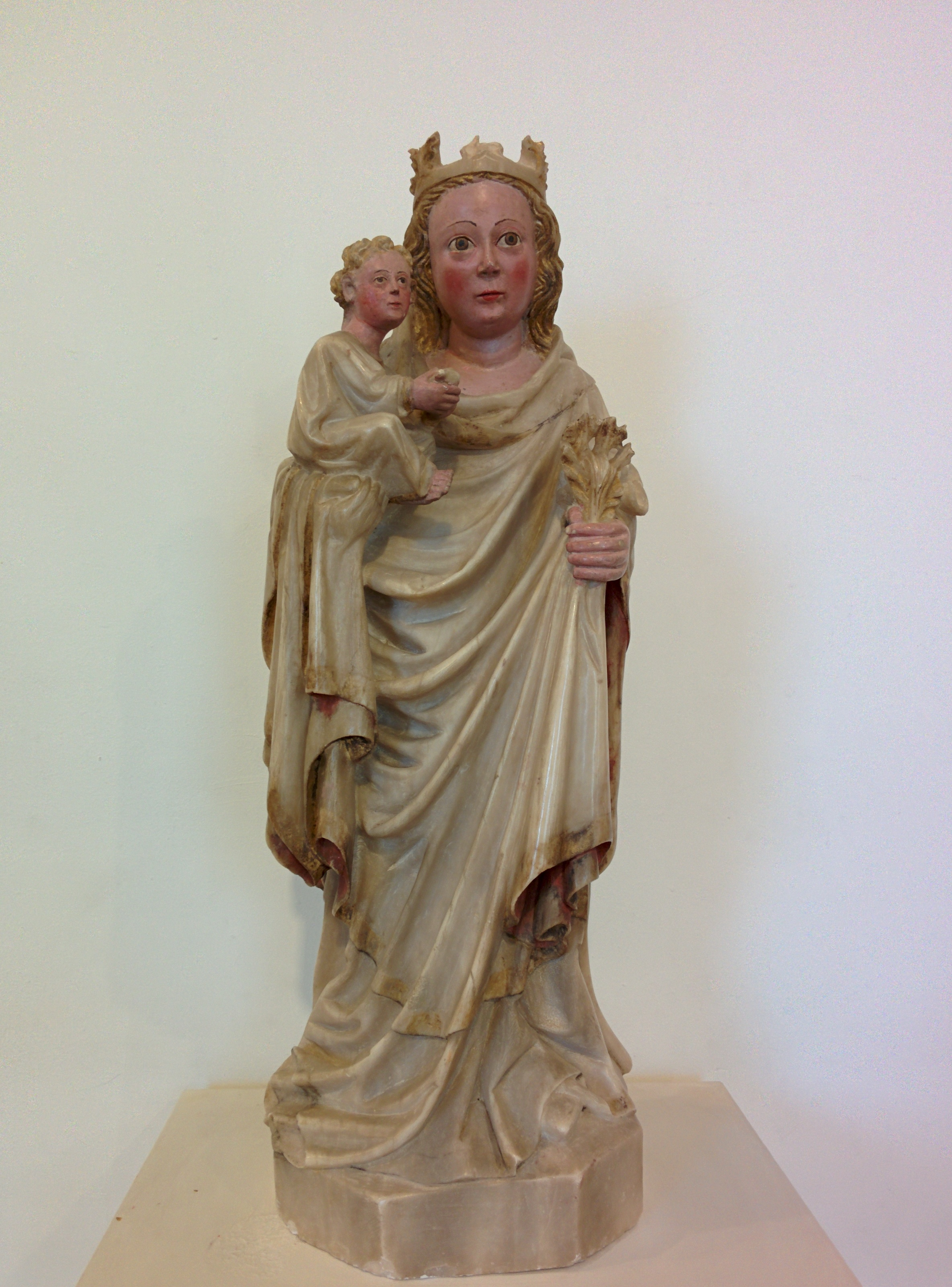
Imatge original de la Mare de Déu al Museu d'Art de Girona

És un edifici de planta rectangular, amb una sola nau i cobertura de teula a dues vessants. Façana principal arrebossada, amb carreus de pedra a les cantonades i rematada amb espadanya. La porta d'entrada està emmarcada amb carreus de pedra, té la llinda horitzontal, amb tres creus en relleu representant un calvari. Sobre aquesta porta hi ha una fornícula, amb un arc de mig punt, actualment buida.
La part baixa de la façana d'aquesta ermita és molt semblant a la de Sant Fermí, que es troba al barri de la Colonia, al mateix municipi.

## Història
És una ermita construïda l'any 1567, segons consta a la llinda de la porta principal. És consagrada a la Mare de Déu de l'Esperança. L'any 1790 es va comprar una campana que va tocar fins a l'any 1936. La festa a Ferreres se celebra el 18 de desembre de cada any, amb ofici a l'ermita i altres actes festius.